# Chande (India)

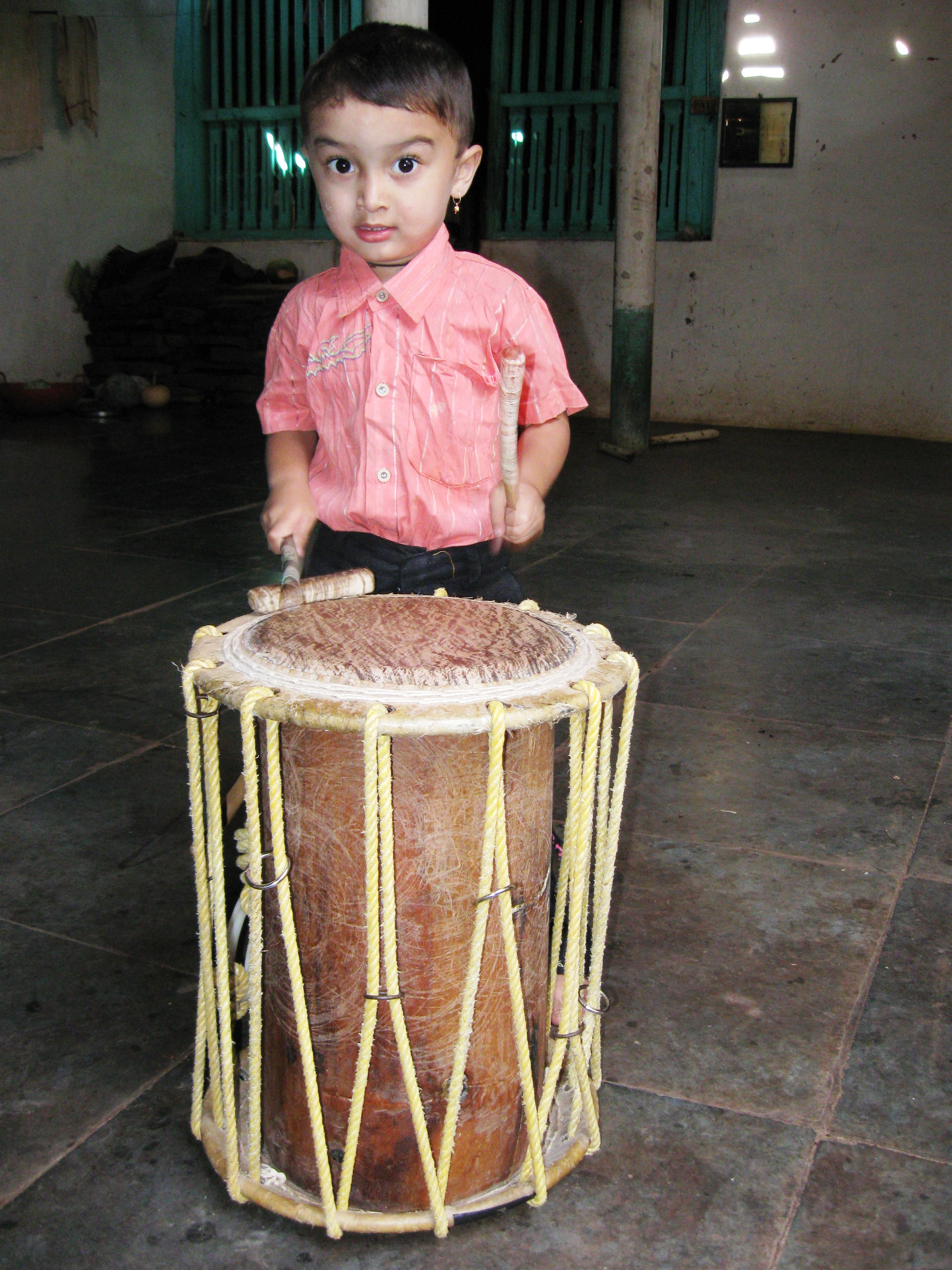
Niño tocando el chande.

El chande es un tambor usado en la música tradicional y clásica del sur de la India y particularmente en Karnataka. Este instrumento provee acompañamiento rítmico a dramas dancísticos como Yakshagana and Kathakali, y sigue el sistema rítmico de tala Yakshagana. Los ritmos están basados en formas musicales preclásicas y folclóricas.
.

## Componentes físicos
El parche del tambor circular está hecho de piel de vaca. Usualmente tiene doce bisagras que sujetan el parche al cuerpo de madera usando sogas. Las cuñas insertadas en las sogas son giradas para apretar o aflojar el parche al ser afinado. Tradicionalmente el chande debe ser afinado a la nota tónica del cantante.

## Postura
El chande es tocado posicionando este verticalmente sobre el piso usando dos baquetas.

## Enlaces
- Video Youtube - Instrucción de Chande